# David L. Gunn

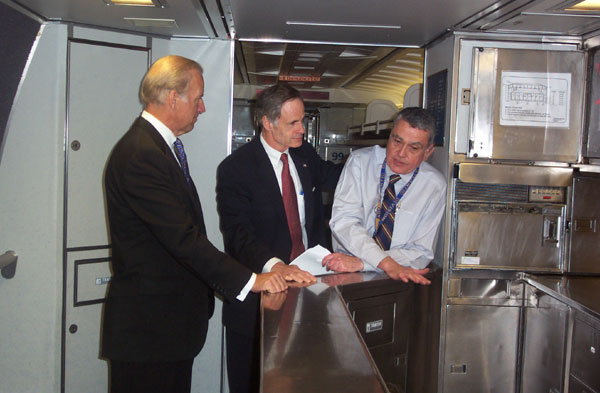
David Gunn (rechts) mit den damaligen Senatoren Joe Biden und Tom Carper in einer Amfleet-Dinette

David L. Gunn (* 21. Juni 1937 in Boston) ist ein amerikanischer Manager. Er war in führenden Funktionen mehrerer Transportbehörden und Eisenbahnunternehmen tätig und von 2002 bis 2005 Präsident und CEO der staatlichen Bahngesellschaft Amtrak.
David Gunn studierte bis 1959 am Harvard College. Anschließend diente er bis 1962 bei der US Navy Reserve. An der Harvard Graduate School of Business erhielt er 1964 den Master of Business Administration.
Gunn arbeitete ab 1964 bei der Atchison, Topeka and Santa Fe Railway. 1967 wechselte er zur New York Central Railroad, verließ diese jedoch 1968 im Zuge der Fusion der NYC mit der Pennsylvania Railroad bereits wieder. Bei der Illinois Central Gulf Railroad war er anschließend bis 1974 Assistant Vice-President. Er wechselte zur Massachusetts Bay Transportation Authority (MBTA) und arbeitete als Director of Commuter Rail und ab 1975 als  Director of Operations. Als General Manager and Chief Operations Officer war er ab 1979 bei der Southeastern Pennsylvania Transportation Authority (SEPTA) beschäftigt. 1984 übernahm Gunn die Position des Präsidenten der New York City Transit Authority (NYCTA). Hier bestand seine größte Aufgabe darin, die desolate New Yorker U-Bahn wieder auf Vordermann zu bringen. Durch ein milliardenschweres Investitionsprogramm konnten die größten Defizite beseitigt werden. Durch den Kampf gegen die Graffiti auf den Zügen und in den Bahnhöfen sowie allgemein saubere und gepflegtere Bahnanlagen versuchte er, die Mittelschicht wieder für die U-Bahn zu gewinnen. 1990 beendete David Gunn seine Tätigkeit in New York.
Von 1991 bis 1994 arbeitete er als General Manager bei der Washington Metropolitan Area Transit Authority (WMATA). Bei der Toronto Transit Commission war Gunn als Chief General Manager von 1995 bis 1999 tätig. Während dieser Zeit konnte er die Kostendeckung bei den Verkehrsbetrieben von 66 auf 80 Prozent steigern. Außerdem erhöhte er den Unterhaltungsgrad der Bahnanlagen und Züge.
Am 15. Mai 2002 wurde er aus dem Ruhestand zum Präsidenten und CEO von Amtrak berufen. Am 25. November 2005 wurde er von dieser Position entbunden. Die Gründe lag vor allem in Differenzen mit der Bush-Regierung über die Finanzierung und die weitere Entwicklung von Amtrak.
Anschließend arbeitete Gunn zeitweilig für den konservativen Think Tank Free Congress Foundation.